# Берея
Бере́я (рос. Берея) — село у складі Шилкинського району Забайкальського краю, Росія. Входить до складу Номоконовського сільського поселення.

## Населення
Населення — 121 особа (2010; 154 у 2002).
Національний склад (станом на 2002 рік):
- росіяни — 99 %